# Faculté des sciences d'Orsay
La faculté des sciences d'Orsay est une composante universitaire de l'université Paris-Saclay. Elle accueille près de 10 000 étudiants, 1 800 chercheurs et enseignants-chercheurs et 600 personnels administratifs et techniques, sur un parc bâtimentaire de 265 000 m2.
Située sur les communes d'Orsay, Bures-sur-Yvette et Gif-sur-Yvette dans l'Essonne depuis 1956, la faculté des sciences d'Orsay a permis à l'Université Paris-Saclay de se positionner au 1er rang mondial dans le domaine des mathématiques ainsi qu'au 9e rang mondial (1re européenne) dans le domaine de la physique dans les éditions 2020 et 2021 du classement de Shanghai.
La formation et la recherche couvrent les champs de la biologie, la chimie, l'informatique, les mathématiques, la physique, les sciences de la terre, ainsi que l'histoire des sciences.
Le campus héberge, dans ses parcs extérieurs, le jardin botanique de Launay.

## Historique

### 1927: première implantation au sud de Paris de la faculté des sciences de l'université de Paris
En 1927, le laboratoire Aimé-Cotton est créé comme annexe du Laboratoire des recherches physiques de la faculté des sciences de l'université de Paris, à l'occasion de la construction du Grand électro-aimant de l'Académie des sciences à Meudon-Bellevue, dont Aimé Cotton, à l'origine du projet dès 1914, annonce solennellement l'achèvement le 9 juillet 1928.
Sous la direction de Robert Chabbal, le laboratoire Aimé-Cotton déménage en 1967 vers le campus d'Orsay de l'université Paris-Sud, au bord du plateau de Moulon.
Dès les années 1940, les deux physiciens Irène et Frédéric Joliot-Curie envisagent déjà une décentralisation de l'université de Paris vers la banlieue sud de Paris.
En 1942, Irène Joliot-Curie signale au recteur de l'université l'existence d'un site potentiel sur le plateau de Saclay.
Dans les années 1950, des établissements d’enseignement supérieur s’installent aux abords immédiats du plateau de Saclay. En 1954, la France décide d'assortir sa participation au CERN d'un développement de sa propre recherche en physique nucléaire. Irène Joliot-Curie proposa la création de l'Institut de physique nucléaire d'Orsay et les travaux commencèrent dès 1955. Elle mourut en 1956, et c'est Frédéric qui fut le premier directeur de l'Institut. Dans le même temps, se construisit le Laboratoire de l'accélérateur linéaire (LAL).

### 1955-1958: installation de l'université de Paris à Orsay
En 1955, l’université de Paris s'implante dans la région avec l’achat de 50 hectares de terrain sur les communes d’Orsay et de Bures-sur-Yvette.
Parallèlement la situation des enseignements à la Sorbonne devenait de plus en plus critique et l'extension vers la Halle aux vins de Paris tardait à se faire. C'est ainsi qu'en 1958 fut décidé le transfert à Orsay d'une partie des enseignements de la faculté des sciences de Paris.

### 1965-aujourd'hui: indépendance du centre universitaire d'Orsay, fondation de l'université Paris-Sud-XI
En 1965, l'indépendance du centre d'Orsay de la faculté des sciences de Paris est reconnue et devient l'université Paris-Sud XI en 1971.
Le domaine de Launay qui constitue le campus d'Orsay avait été saisi par l'État sur un propriétaire impliqué dans la collaboration pendant la Seconde Guerre mondiale. Le cinquantenaire du campus scientifique a été célébré en 2005.
Le 1er janvier 2015, le laboratoire Aimé-Cotton, qui était jusque-là unité propre de recherche (UPR no 3321) du CNRS associée à l'université Paris-Sud, devient unité mixte de recherche (UMR), sous la triple tutelle du CNRS, de l'université Paris-Saclay et de l'ENS Paris-Saclay.
Le 25 octobre 2017, le président de la République Emmanuel Macron inaugure le nouvel Institut de mathématiques d'Orsay qui réunit les équipes du Laboratoire de mathématiques d'Orsay (université Paris-Saclay / CNRS), une partie des enseignements et la bibliothèque Jacques Hadamard de l'université Paris-Saclay.
En 2020 et 2021, la faculté des sciences de l'Université Paris-Saclay réalise sa meilleure performance dans le classement de Shanghai en plaçant son université au 1er rang mondial dans le domaine des mathématiques ainsi qu'au 9e rang mondial dans le domaine de la physique.

## Organisation

### Direction
- Doyen : Denis Merlet (chimiste, laboratoire ICMMO)
- Vice-doyen chargé de la recherche : Emmanuel Trizac (physicien, laboratoire LPTMS)
- Vice-doyenne chargée de la pédagogie : Aline Mahé (biologiste, laboratoire IPS2)
- Vice-doyen chargé des infrastructures : Yann Bertho (physicien, laboratoire FAST)
- Vice-doyen chargé des personnels : Mohamed Mellah (chimiste, ICMMO)

### La faculté des sciences d'Orsay en quelques chiffres
- 10 000 étudiants, dont 5 400 au sein de l'École universitaire de premier cycle et 1 600 doctorants
- 800 enseignants-chercheurs
- 600 personnels administratifs
- 1 000 chercheurs dans les laboratoires associés
- 40 laboratoires de recherche
- 265 000 m2 de locaux

### Départements de formation et de recherche
- Département de mathématiques
- Département de physique
- Département de chimie
- Département de biologie
- Département des sciences de la terre
- Département d'informatique
- Département d'histoire des sciences

## Formation
La formation à la faculté des sciences d'Orsay s’organise de la licence, à travers l'école universitaire de premier cycle Paris-Saclay, au doctorat dans sept mentions de licence, neuf licences double diplômes, quatre licences professionnelles, vingt-deux mentions de master et la participation à douze écoles doctorales de l'université Paris-Saclay.

## Recherche

### Mathématiques
- Laboratoire de mathématiques d'Orsay (LMO), Orsay
- Bibliothèque Jacques Hadamard (BJH), Orsay

### Physique
- Centre de nanosciences et de nanotechnologies (C2N), Palaiseau
- Laboratoire fluides, automatique et systèmes thermiques (FAST), Orsay
- Laboratoire de génie électrique et électronique de Paris (GEEPS), Gif-sur-Yvette
- Institut d'astrophysique spatiale (IAS), Orsay
- Institut des sciences moléculaires d’Orsay (ISMO), Orsay
- Laboratoire Aimé-Cotton (LAC), Orsay
- Laboratoire lumière matière et interfaces (LuMIn), Orsay et Gif-sur-Yvette
- Laboratoire de physique des deux infinis Irène-Joliot-Curie (IJCLab), Orsay, issu en 2020 de la fusion des laboratoires :
  - Centre de spectrométrie nucléaire et de spectrométrie de masse (CSNSM)
  - Institut de physique nucléaire d'Orsay (IPN)
  - Laboratoire de l'accélérateur linéaire (LAL)
  - Laboratoire de physique théorique (LPT)
  - Imagerie et Modélisation en neurobiologie et cancérologie (IMNC)
- Laboratoire de physique des gaz et des plasmas (LPGP), Orsay
- Laboratoire de physique des solides (LPS), Orsay
- Laboratoire de physique théorique (LPT), Orsay
- Laboratoire de physique théorique et modèles statistiques (LPTMS), Orsay
- Laboratoire de physique des plasmas (LPP), Orsay
- Laboratoire Charles-Fabry de l'Institut d'optique (LCF), Palaiseau
- Unité mixte de physique CNRS-Thalès, Palaiseau

### Biologie
- Institut Diversité Écologie et Évolution du Vivant (IDEEV), Gif-sur-Yvette, regroupant les laboratoires :
  - Évolution, génome, comportement et écologie (EGCE)
  - Écologie, systématique et évolution (ESE)
  - Génétique quantitative et évolution (GQE)
- Institut de biologie intégrative de la cellule (I2BC), Gif-sur-Yvette
- Institut des sciences des plantes de Paris-Saclay (IPS2), Gif-sur-Yvette
- Institut des neurosciences Paris-Saclay (NeuroPSI), Saclay

### Chimie
- Institut de chimie moléculaire et des matériaux d'Orsay (ICMMO), Orsay
- Institut de chimie physique (ICP), Orsay
- Institut de chimie des substances naturelles (ICSN)

### Sciences de la Terre
- Géosciences Paris-Saclay (GEOPS), Orsay

### Informatique
- Laboratoire interdisciplinaire des sciences du numérique (LISN), Gif-sur-Yvette
- Laboratoire méthodes formelles (LMF), Gif-sur-Yvette
- Maison de la simulation (MS)